# Raban Maur
Raban Maur   (Magúncia, dècada del 780 - Magúncia, 4 de febrer de 856) Ràban Maur Magnenci, també anomenat Hràbanus Maurus, Rhàbanus o Reabanus va ser un teòleg i erudit alemany, un dels promotors de la Renaixença carolíngia del segle viii-IX. Abat de Fulda i arquebisbe de Magúncia, és venerat com a beat per l'Església catòlica.

## Biografia
Ràban Maur nasqué a Magúncia (d'aquí el malnom de Maguntius o Magnentius), entre el 780 i el 784; era fill de Waluran i Waltrat, membres de l'aristocràcia franca. Encara nen, cap al 790-791, va entrar com a oblat a l'abadia benedictina de Fulda, on va estudiar i el 801 va ser ordenat diaca. Va completar els estudis a l'escola de Tours, un dels centres del Renaixement carolingi, tenint com a mestre Alcuí de York. Alcuí l'anomenà Maurus, en homenatge al deixeble preferit de Benet de Núrsia, Maur abat. Dos anys més tard va tornar a Fulda i hi dirigí l'escola monàstica. El 814 fou ordenat sacerdot.
Va fer un pelegrinatge a Jerusalem i en 817 tornà a Fulda, en el 822 fou nomenat abat. Durant el seu abadiat, va escriure la majoria de les seves obres, va seguir amb la reconstrucció dels edificis monàstics que havia començat el seu predecessor i va fer que el scriptorium i la biblioteca de l'abadia es comptessin entre els més importants i rics d'Europa. En 842 va deixar el càrrec d'abat i es retirà a Petersberg, prop de Fulda, on continuà escrivint.

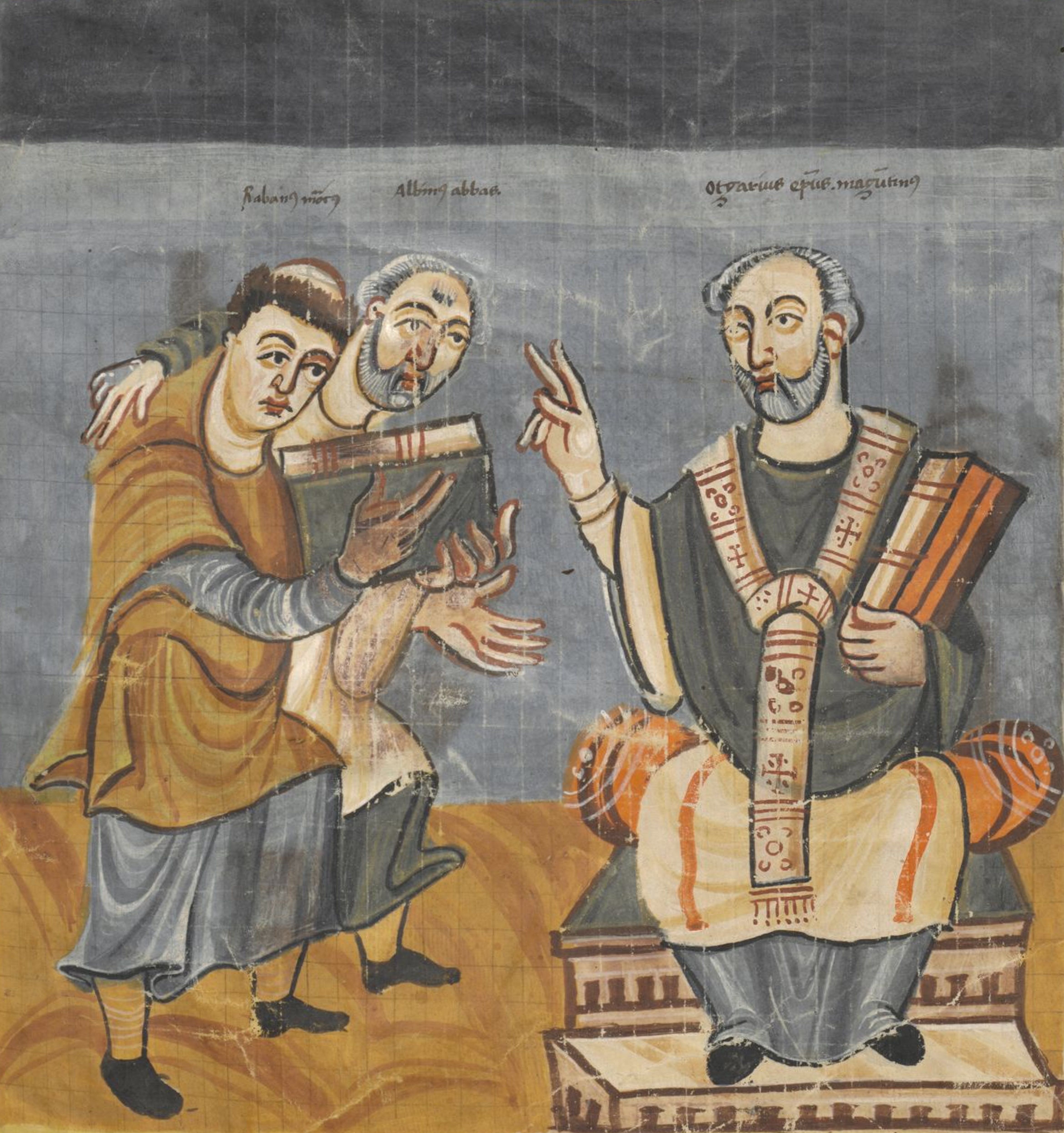
Alcuí (al mig) amb Ràban Maur presenten una obra al bisbe Otgar de Magúncia; miniatura del manuscrit Fuldense (ca. 836) (Österreichische Nationalbibliothek Wien)
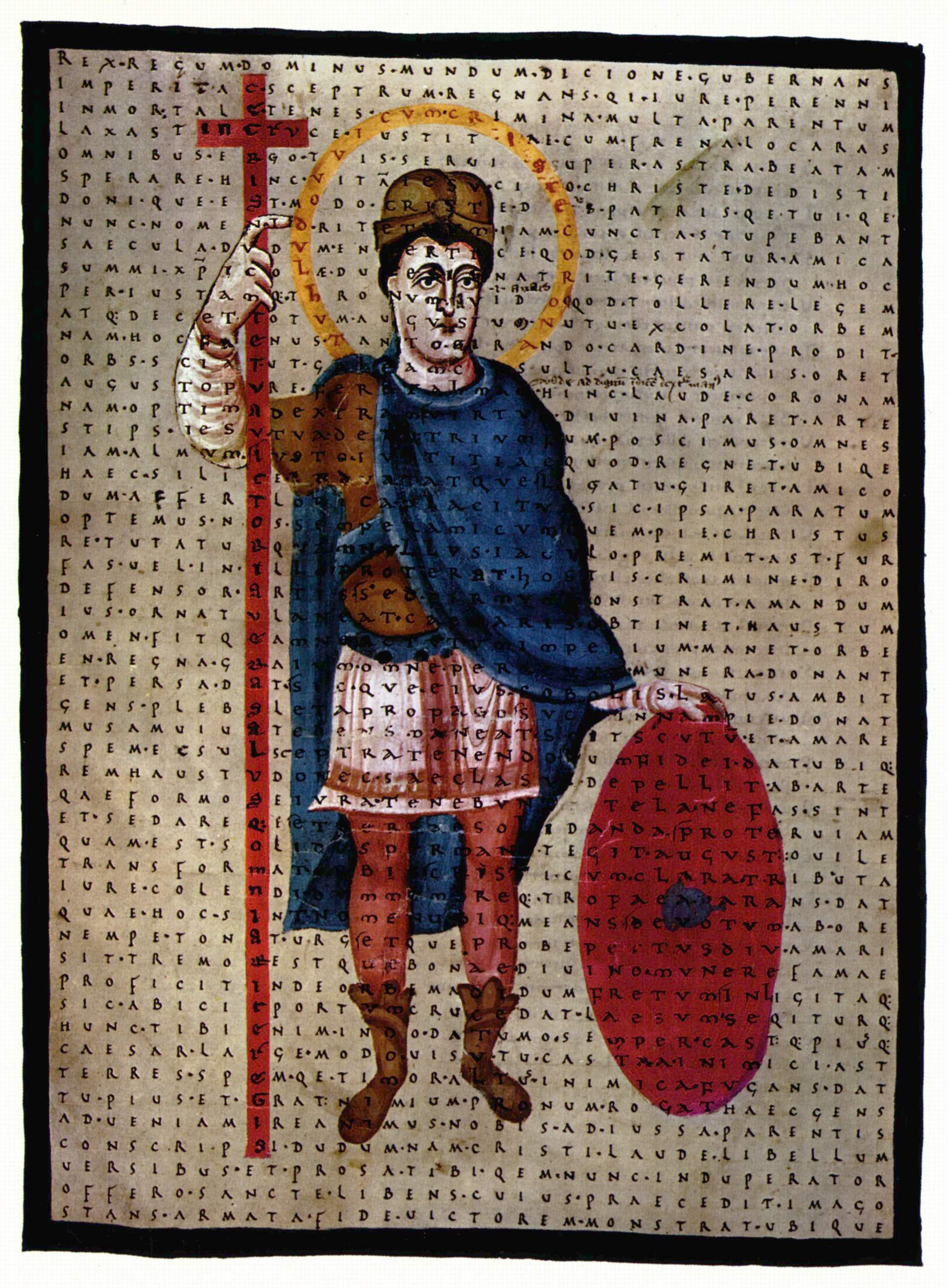
Manuscrit amb De laude crucis, ca. 840 (Viena, Österreichische Nationalbibliothek)
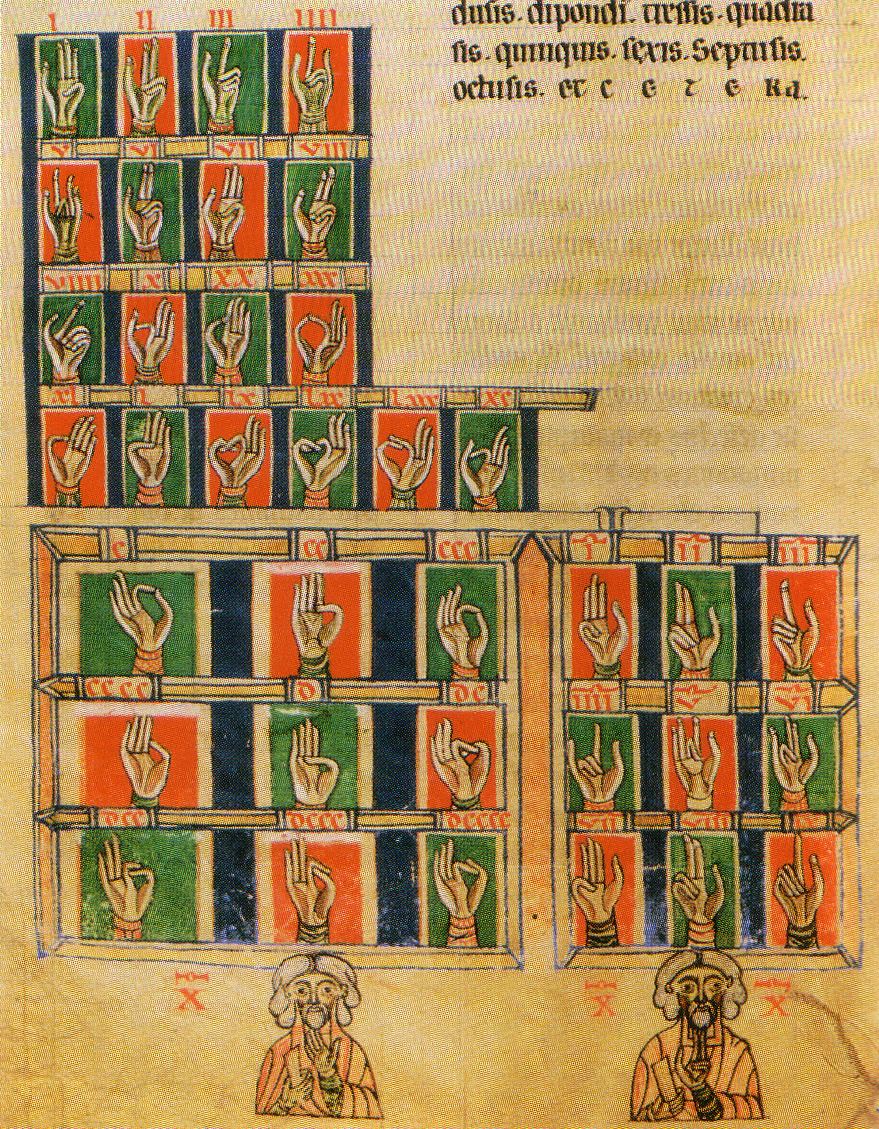
Còmput digital, a De numeris de Ràban Maur, segle xiii (Lisboa, Instituto da Biblioteca nacional e do livro)

El 847 fou elegit bisbe de Magúncia, càrrec que ocupà fins a la seva mort, en 856. Va intentar resoldre els problemes de la diòcesi, especialment durant la greu carestia de 850. En les controvèrsies teològiques i eclesiàstiques que va haver de dirimir va adoptar postures bastant rígides. La tardor del 848 va presidir el sínode de Magúncia, on es discutiren les tesis del monjo Godescalc sobre la predestinació divina; el sínode acabà amb la condemna de Godescalc, que fou fuetejat i condemnat a reclusió perpètua.
En política, Ràban va donar suport a Lluís I del Sacre Imperi Romanogermànic en la controvèrsia que va tenir amb els seus fills al voltant de la successió a l'imperi. Després, es posà al costat de Lotari I, fill gran i successor de Lluís I, i en contra de Carles el Calb i Lluís el Germànic. Amb aquest va acabar reconciliant-se i ell mateix, el 847, quan ja era rei d'Alemanya, va acceptar el seu nomenament com a bisbe de Magúncia.
Morí el 4 de febrer de 856 a Winkel i fou enterrat a l'abadia de Sankt Alban, a Magúncia.

## Pensament i obres

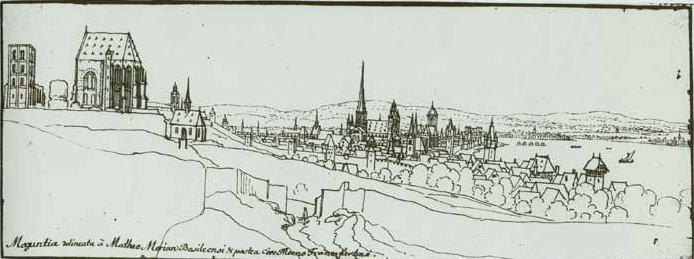
Dibuix de 1631 de Magúncia que mostra, a l'esquerra, les restes de l'abadia de S. Alban, primer enterrament de Ràban Maur.

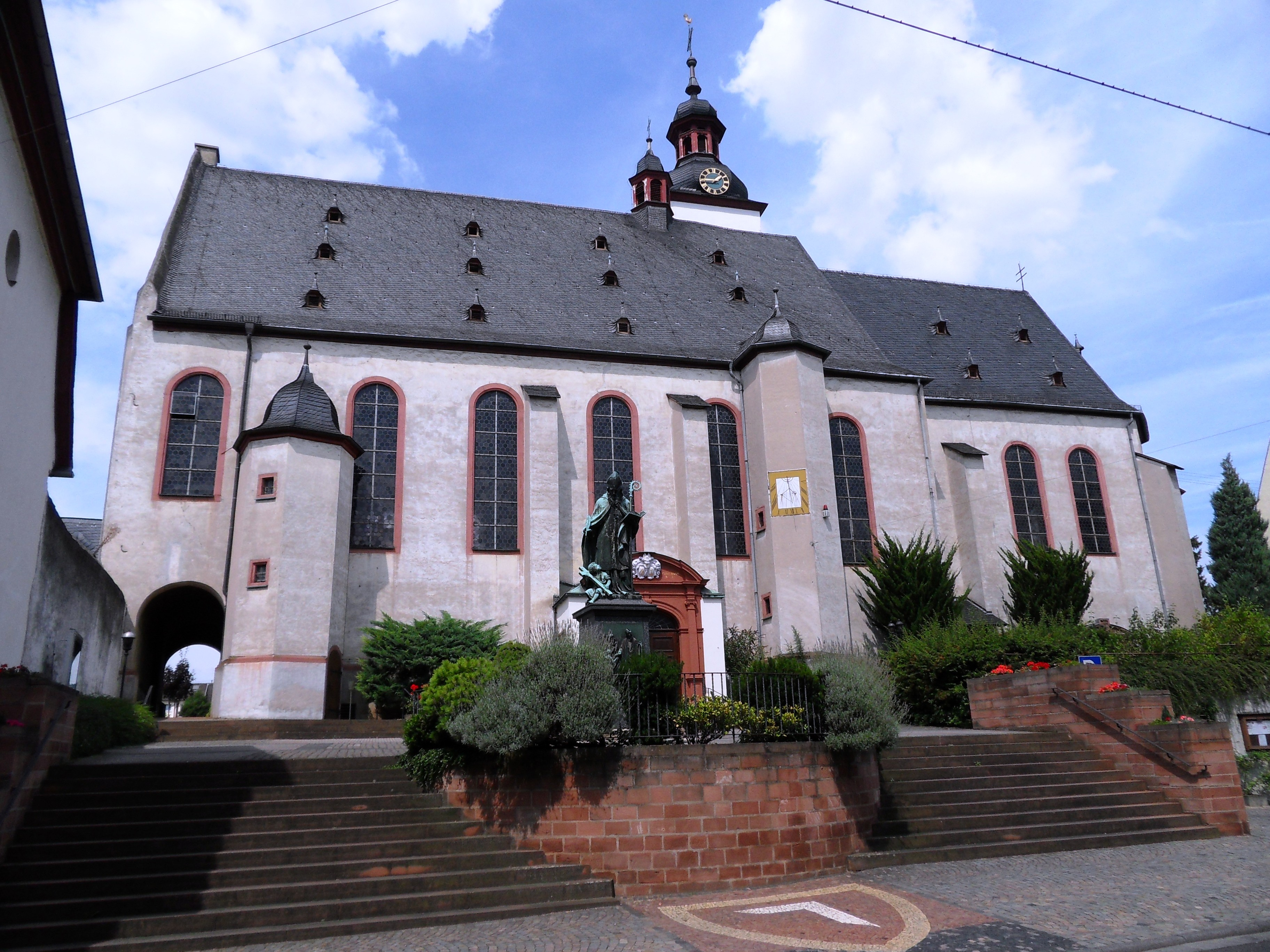
Parròquia de Sankt Walburga a Winkel im Rheingau, on va morir, amb l'escultura de Ràban Maur.

La fama de Ràban Maur es vincula a la seva gran producció literària: teòleg, exegeta, poeta i erudit enciclopedista. Les seves obres, en general, són compilacions del saber conservat a l'època, com era habitual llavors, basades en la literatura patrística, des d'Agustí d'Hipona a Beda el Venerable o Isidor de Sevilla, i en autors clàssics.
Entre les seves obres principals hi ha:
- Commentaria in libros veteris et novi testamenti
- Liber de laudibus Sanctae Crucis, una de les més copiades durant l'Edat mitjana
- De institutione clericorum
- De computo
- De oblatione puerorum
- De praescientia et praedestinatione, de gratia et libero arbitrio
- De disciplina ecclesiastica
- Paenitentialia
- De universo (o De rerum naturis)
- Liber de originibus rerum) libri XXII
- Martyrologium
- De anima
- Carmina i Epistulae

Se li ha atribuït l'himne Veni creator spiritus, però probablement el reelaborés a partir d'un himne precedent.
En 855, per encàrrec de Lotari II, va reelaborar la controvertida Coena Cypriani, convertint-la en un compendi didàctic que servís per a memoritzar les principals figures de la Bíblia.
Més que un autor original, va organitzar, sistematitzar i difondre la cultura anterior; possiblement per això, va exercir una gran influència en els segles centrals de l'Edat mitjana: els manuscrits amb còpies d'obres seves són abundants a tota l'Europa occidental i central. Entre els seus deixebles directes va haver-hi importants figures de la cultura carolíngia com Lupus Servatus, Walafrid Estrabó, Otfrid de Weissenburg, Godescalc... La seva activitat educativa li valgué el títol de Praeceptor Germaniae (Mestre d'Alemanya).

## Veneració
Va ser sebollit a l'abadia de Sankt Alban de Magúncia i aviat va començar a ésser venerat com a sant. Quan l'abadia va ser destruïda, a mitjan segle xvi, les restes van ser traslladades a Aschaffenburg, però el lloc de la seva tomba és avui desconegut. Hom el representa com a abat benedictí o bé com a bisbe erudit portant un còdex amb la inscripció "Veni creator spiritus". La seva festa se celebra el 4 de febrer.